# Макдауэлл, Данкан
Данкан Макдауэлл (англ. Duncan McDowell; род. 1947, Глазго) — шотландский футбольный тренер.

## Карьера
Уже в раннем возрасте Макдауэлл начал свою тренерскую карьеру, работая с детскими командами. В 25 лет специалист переехал в Исландию, где он работал с клубами «Хабнарфьордюр» и «Вестманнаэйяр». С мая по июль 1972 года шотландец являлся наставником сборной Исландии.
На некоторое время Макдауэлл возвращался на родину, где он являлся помощником Эрика Смита в команде «Гамильтон Академикал». Затем трудился в Гонконге. Также специалист возглавлял сборную Брунея.
Проведя некоторое время в Канаде и в Шотландии, Данкан Магдауэлл в конце восьмидесятых годов присоединился к католической монашеской конгрегации «Сёстры — миссионерки любви» в Лондоне.

## Достижения
- Финалист Кубка Исландии (1): 1972.